# FC Nordsjælland
Der FC Nordsjælland (FCN) ist ein dänischer Fußballverein mit Sitz in Farum, Furesø Kommune, einem Vorort von Kopenhagen.

## Geschichte
Der Klub ist ein Zusammenschluss der ersten Mannschaften von kleineren Vereinen aus diversen Kommunen im Norden der Insel Seeland in der Region Hovedstaden zu einer Profimannschaft. Derzeit sind die Vereine Espergærde IF, Farum Boldklub, Græsted IF, Helsinge SI, Hundested BK, Slagslunde-Ganløse IF, FC Jonstrup und Måløv Boldklub beteiligt, die weiterhin eigenständig fortbestehen. Grundgedanke dieser Kooperation ist die Verbesserung des sportlichen Umfeldes für Nachwuchsspieler sowie der Aufbau eines Netzwerks von Vereinen aus der Region Nordseeland zur besseren Vermarktung. Damit wurde einem besonders in Dänemark erfolgreich praktizierten Konzept gefolgt, das es kleineren Vereinen ermöglichen soll, sich wirtschaftlich und sportlich dauerhaft in der obersten Spielklasse zu etablieren. Im Unterschied zu Vereinen wie dem FC Kopenhagen oder dem FC Midtjylland handelt es sich beim FCN jedoch nicht um die abgegrenzte Zusammenlegung von zwei Vereinen, sondern um ein offenes Projekt. Die Beteiligung weiterer Vereine aus der Region wird ausdrücklich angestrebt.
In seinen ersten drei Jahren war der FC Nordsjælland zwar durchgehend erstklassig, jedoch fand man sich in der unteren Tabellenhälfte wieder. Als Morten Wieghorst 2006 den Posten des Trainers übernahm, sollte stetig eine Verbesserung folgen. Gleich in der ersten Spielzeit war dem FC Nordsjælland der fünfte Tabellenplatz gelungen, was zunächst ein Ausrutscher sein sollte, da man in der Folgespielzeit Platz neun belegte. Morten Wieghorsts Zusammenarbeit mit dem neuen Co-Trainer Kasper Hjulmand und dem Vorstand führte zu einem sportlichen Aufschwung, der in den kommenden Jahren in den Platzierungen acht, sieben und sechs mündete. 2010 und 2011 gewann man jeweils dazu den dänischen Pokal, beide Male jeweils gegen den FC Midtjylland. 2011 verließ Wieghorst die Mannschaft um die U-21-Nationalmannschaft Dänemarks zu übernehmen. Sein Assistenztrainer Kasper Hjulmand trat das Erbe an. Das Konzept von Wieghorst fand mit dessen Nachfolger Hjulmand seine Fortsetzung. Die Mannschaft verstärkte sich u. a. mit den dänischen Nationalspielern Mikkel Beckmann und Patrick Mtiliga und Talenten aus dem eigenen Nachwuchs, einer davon war der spätere Nationalspieler Jores Okore. Nach einem mäßigen Auftakt aus den ersten drei Spielen (zwei Niederlagen, ein Unentschieden) gewann man zwölf der nächsten 15 Spiele und belegte zum Ende der Hinrunde den zweiten Tabellenplatz. In der Rückrunde kam es zu einem Fernduell mit dem Tabellenführer FC Kopenhagen, den man am fünftletzten Spieltag mit 1:0 besiegte. In den folgenden letzten vier Spielen konnten drei Siege errungen werden, während Kopenhagen nur ein einziges Mal siegte. Der FC Nordsjælland eroberte dadurch die Tabellenführung und verteidigte diese bis zum Ende der Spielzeit. Der größte Erfolg der Vereinsgeschichte war perfekt und der FC Nordsjælland feierte den Gewinn der dänischen Meisterschaft. In der Saison 2012/13 wurde der Verein Vizemeister.
Der Verein wurde 2015 von der Right to Dream Academy übernommen, welche sich seit 2021 im Besitz der ägyptischen Manour Group befindet. Zahlreiche Talente aus Ghana (z. B. Mohammed Kudus), wo die Right to Dream Academy Ausbildungsstätten unterhält, wechselten in der Folge zum FC Nordsjælland.

## Sportliche Erfolge

### Meisterschaft

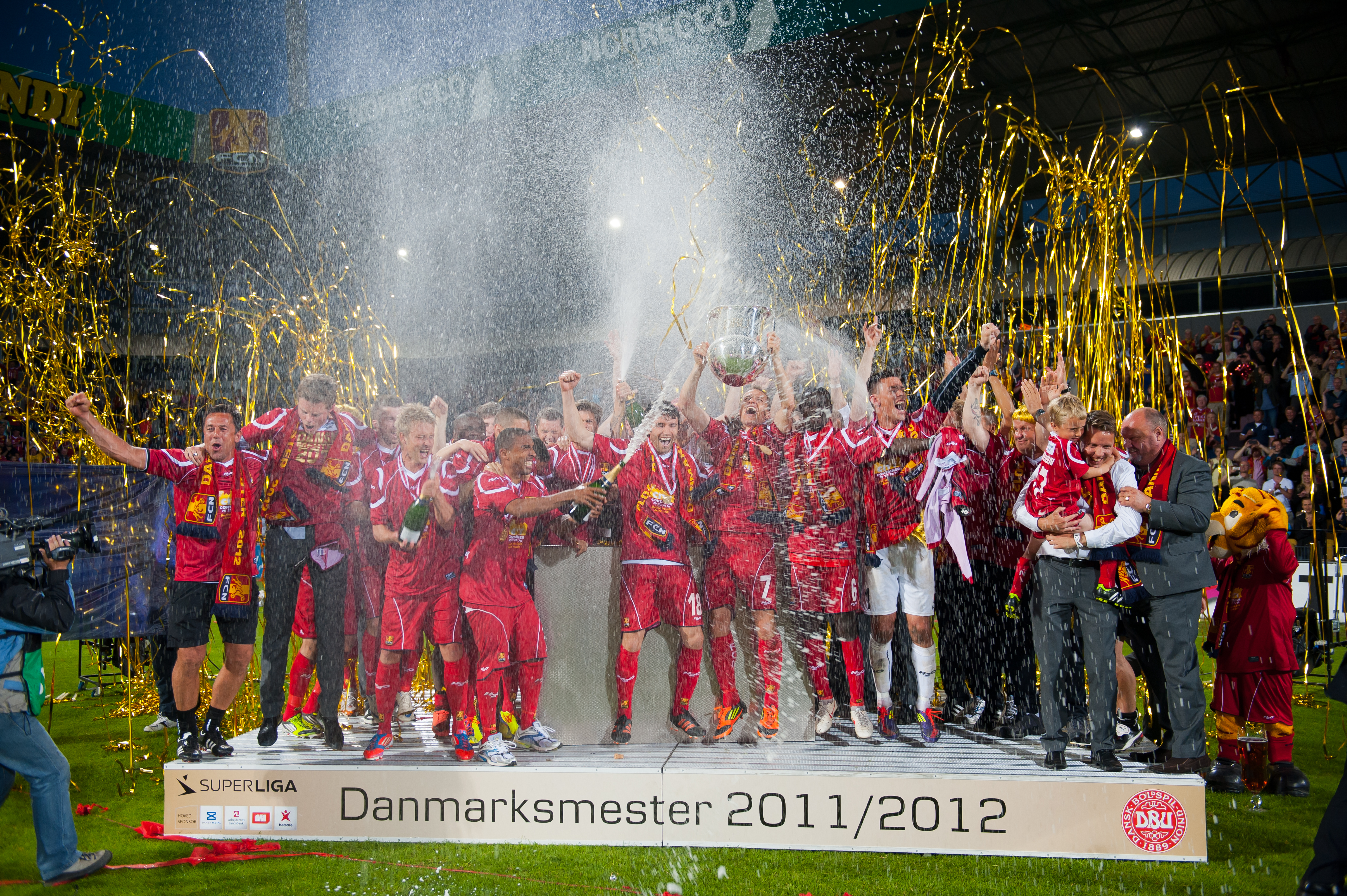
Titelgewinn 2012

- Dänischer Meister (1): 2012

| Saison  | Platz | Sp. | Tore  | Diff. | Pkt. |
| ------- | ----- | --- | ----- | ----- | ---- |
| 2002/03 | 03.   | 33  | 49:58 | −09   | 51   |
| 2003/04 | 09.   | 33  | 35:59 | −24   | 32   |
| 2004/05 | 10.   | 33  | 36:59 | −23   | 30   |
| 2005/06 | 09.   | 33  | 49:55 | −06   | 38   |
| 2006/07 | 05.   | 33  | 67:39 | +28   | 57   |
| 2007/08 | 09.   | 33  | 47:51 | −04   | 43   |
| 2008/09 | 08.   | 33  | 44:53 | −09   | 35   |
| 2009/10 | 07.   | 33  | 40:41 | −01   | 43   |
| 2010/11 | 06.   | 33  | 38:50 | −12   | 39   |
| 2011/12 | 01.   | 33  | 49:22 | +27   | 68   |
| 2012/13 | 02.   | 33  | 60:37 | +23   | 60   |
| 2013/14 | 06.   | 33  | 38:44 | −06   | 46   |
| 2014/15 | 06.   | 33  | 39:43 | −04   | 44   |
| 2015/16 | 09.   | 33  | 35:50 | −15   | 38   |
| 2016/17 | 05.   | 36  | 59:55 | +04   | 49   |
| 2017/18 | 03.   | 36  | 76:58 | +18   | 59   |
| 2018/19 | 06.   | 36  | 52:54 | −02   | 44   |
| 2019/20 | 06.   | 36  | 59:54 | +04   | 47   |
| 2020/21 | 05.   | 32  | 51:51 | 000   | 43   |
| 2021/22 | 09.   | 32  | 38:47 | −09   | 36   |
| 2022/23 | 02.   | 32  | 50:35 | +15   | 55   |
| 2023/24 | 0 4.  | 32  | 60:34 | +26   | 58   |

### Pokal
Der FC Nordsjælland gewann in der Saison 2009/10 den dänischen Fußballpokal Landspokalturneringen mit 2:0 n. V. gegen den FC Midtjylland. Dies ist auch der allererste Titelgewinn des Vereins überhaupt. In der folgenden Saison 2010/11 konnte man den Titel sogar verteidigen, im Finale gewann Nordsjælland erneut gegen den FC Midtjylland mit 3:2.

### Europapokalbilanz
Durch den dritten Platz in der Meisterschaftssaison 2003 erreichte der FCN die UEFA-Pokal-Qualifikation. Nach überstandener Qualifikation mit 4:0 und 2:0 gegen Schirak Gjumri aus Armenien, scheiterte das Team in der ersten Hauptrunde des UEFA-Pokals mit 1:2 und 0:1 an Panionios Athen. In der Saison des UEFA-Pokals 2008/09 konnte man sich durch Siege gegen TVMK Tallinn und Queen of the South ebenfalls für die Hauptrunde qualifizieren, scheiterte aber erneut an einem griechischen Vertreter durch ein 0:2 und 0:7 gegen Olympiakos Piräus. In der Qualifikation zur UEFA Europa League 2010/11 unterlag das Team Sporting Lissabon in der dritten Qualifikationsrunde mit 0:1 und 1:2. 2011/12 unterlag der FCN in den Playoffs erneut gegen Sporting Lissabon nach einem 0:0 im Hinspiel mit 1:2 im Rückspiel.
Durch den dänischen Meistertitel in der Saison 2011/12 war der FC Nordsjælland direkt für die Gruppenphase der UEFA Champions League 2012/13 qualifiziert. Dort schied man mit fünf Niederlagen und einem Remis gegen Juventus Turin mit dem schlechtesten Ergebnis aller 32 Teilnehmer aus. Als Vizemeister der Saison 2012/13 nahm die Mannschaft wieder an der Qualifikation zur UEFA Champions League teil. In der 3. Qualifikationsrunde scheiterte man an der Mannschaft von Zenit St. Petersburg mit 0:1 und 0:5. Auch in der darauf folgenden Playoff-Runde der UEFA Europa League schied man aus.
| Saison  | Wettbewerb                    | Runde                  | Gegner                 | Gesamt | Hin     | Rück    |
| ------- | ----------------------------- | ---------------------- | ---------------------- | ------ | ------- | ------- |
| 2003/04 | UEFA-Pokal                    | Qualifikation          | FC Schirak Gjumri      | 6:0    | 4:0 (H) | 2:0 (A) |
| 2003/04 | UEFA-Pokal                    | 1. Runde               | Panionios Athen        | 1:3    | 0:1 (A) | 1:2 (H) |
| 2008/09 | UEFA-Pokal                    | 1. Qualifikationsrunde | FC TVMK Tallinn        | 8:0    | 3:0 (A) | 5:0 (H) |
| 2008/09 | UEFA-Pokal                    | 2. Qualifikationsrunde | Queen of the South     | 4:2    | 2:1 (A) | 2:1 (H) |
| 2008/09 | UEFA-Pokal                    | 3. Qualifikationsrunde | Olympiakos Piräus      | 0:7    | 0:2 (H) | 0:5 (A) |
| 2010/11 | UEFA Europa League            | 3. Qualifikationsrunde | Sporting Lissabon      | 1:3    | 0:1 (H) | 1:2 (A) |
| 2011/12 | UEFA Europa League            | Play-offs              | Sporting Lissabon      | 1:2    | 0:0 (H) | 1:2 (A) |
| 2012/13 | UEFA Champions League         | Gruppenphase           | Schachtar Donezk       | 2:7    | 0:2 (A) | 2:5 (H) |
| 2012/13 | UEFA Champions League         | Gruppenphase           | FC Chelsea             | 01:10  | 0:4 (H) | 1:6 (A) |
| 2012/13 | UEFA Champions League         | Gruppenphase           | Juventus Turin         | 1:5    | 1:1 (H) | 0:4 (A) |
| 2013/14 | UEFA Champions League         | 3. Qualifikationsrunde | Zenit Sankt Petersburg | 0:6    | 0:1 (H) | 0:5 (A) |
| 2013/14 | UEFA Europa League            | Play-offs              | IF Elfsborg            | 1:2    | 1:1 (A) | 0:1 (H) |
| 2018/19 | UEFA Europa League            | 1. Qualifikationsrunde | FC Cliftonville        | 3:1    | 1:0 (A) | 2:1 (H) |
| 2018/19 | UEFA Europa League            | 2. Qualifikationsrunde | AIK Solna              | 2:0    | 1:0 (H) | 1:0 (A) |
| 2018/19 | UEFA Europa League            | 3. Qualifikationsrunde | FK Partizan Belgrad    | 3:5    | 1:2 (H) | 2:3 (A) |
| 2023/24 | UEFA Europa Conference League | 3. Qualifikationsrunde | FCSB Bukarest          | 2:0    | 0:0 (A) | 2:0 (H) |
| 2023/24 | UEFA Europa Conference League | Play-offs              | FK Partizan Belgrad    | 6:0    | 5:0 (H) | 1:0 (A) |
| 2023/24 | UEFA Europa Conference League | Gruppenphase           | Fenerbahçe Istanbul    | 7:4    | 1:3 (A) | 6:1 (H) |
| 2023/24 | UEFA Europa Conference League | Gruppenphase           | Ludogorez Rasgrad      | 7:2    | 7:1 (H) | 0:1 (A) |
| 2023/24 | UEFA Europa Conference League | Gruppenphase           | Spartak Trnava         | 3:1    | 2:0 (A) | 1:1 (H) |

Gesamtbilanz: 40 Spiele, 16 Siege, 5 Unentschieden, 19 Niederlagen, 59:60 Tore (Tordifferenz −1)

## Kader in der Saison 2024/25
Stand: 26. Februar 2025
| Nr. |                | Position | Name               |
| --- | -------------- | -------- | ------------------ |
| 2   | Danemark       | AB       | Peter Ankersen     |
| 3   | Danemark       | AB       | Tobias Salquist    |
| 4   | Danemark       | AB       | Tobias Kian Hansen |
| 8   | Elfenbeinküste | MF       | Mario Dorgeles     |
| 10  | Schweden       | ST       | Benjamin Nygren    |
| 11  | Norwegen       | ST       | Gustav Wikheim     |
| 12  | Frankreich     | MF       | Rocco Ascone       |
| 13  | Danemark       | TW       | Andreas Hansen     |
| 14  | Norwegen       | ST       | Sindre Walle Egeli |
| 15  | Danemark       | AB       | Erik Marxen        |
| 16  | Danemark       | MF       | Mark Brink         |
| 17  | Mali           | ST       | Levy Nene          |

| Nr. |                    | Position | Name              |
| --- | ------------------ | -------- | ----------------- |
| 18  | Danemark           | MF       | Justin Janssen    |
| 20  | Ghana              | MF       | Araphat Mohammed  |
| 21  | Danemark           | MF       | Zidan Sertdemir   |
| 24  | Danemark           | AB       | Lucas Høgsberg    |
| 27  | Elfenbeinküste     | MF       | Diallo Sanoussi   |
| 29  | Danemark           | MF       | Villum Berthelsen |
| 30  | Ghana              | AB       | Issaka Seidu      |
| 31  | Vereinigte Staaten | TW       | Duran Ferree      |
| 32  | Vereinigte Staaten | ST       | Milan Iloski      |
| 36  | Ghana              | MF       | Caleb Yirenkyi    |
| 38  | Danemark           | TW       | William Lykke     |
| 45  | Danemark           | AB       | Noah Markmann     |

## Frauenfußball
Im Oktober 2017 schlossen sich Nordsjælland und Farum BK zusammen, um unter den Namen FCN/Farum Boldklub, eine Frauenmannschaft zu gründen, welche im Juni 2018 in die zweitklassige 1. Division aufgenommen wurde. Schon in der ersten Saison schaffte man den direkten Aufstieg in die 3F Ligaen, der höchsten Spielklasse des Landes. 2020 gewann der Verein dann den nationalen Pokal durch einen 1:0-Sieg im Finale gegen den FC Thy-Thisted Q und in der Liga stand man am Ende auf dem 3. Platz.
Erfolge
- Dänischer Pokal-Sieger 2020, 2023